# 오카모토 히토시
오카모토 히토시(일본어: 岡本 仁志, 1976년 6월 12일 ~ )는 일본의 남성 기타리스트이자 가수이며, GARNET CROW의 멤버로 해체 전까지 기타와 코러스를 담당하고 있었다. 소속사는 GIZA Stuio이다. 오카모토 히토시의 구표기는 오카모토 히토시(岡本仁)인데, 읽는 발음은 같다. 1999년부터 본격적인 음악 활동을 개시하였고, 밴드 GARNET CROW의 멤버로서 활동은 GARNET CROW해체 전까지 계속 해왔다. 2000년 이후는 기타 팝을 기조로 한 솔로 아티스트의 작품도 발표하였다. 그 외에 쿠라키 마이, 코마츠 미호에게도 작곡 제공, 편곡에도 기여하고 있다.

## 개요
중학생 때부터 기타를 연주하기 시작해서 대학생 시절에는 밴드의 일원으로서 교토부 내에서 활동하고 있었다. 졸업 후 「Being」에 들어가, 1999년에 ZARD에게 작곡을 제공하였고, 라이브의 서포트 기타리스트로서 음악 업계의 정식 무대에 나온다. 같은 해 말에는 후루이 히로히토가 리더인 4인조 밴드 GARNET CROW를 결성하게 된다. 2000년 메이저 데뷔를 거쳐 현재까지도 멤버의 일원으로서 활동을 계속하고 있다. GARNET CROW에 대해서는 기타 연주＊수록에만 전념하고 있어서 작사＊작곡＊편곡에는 일절 관여하지 않지만, 2004년 GARNET CROW]]의 라이브 투어에 대해서, 오카모토가 보컬로서 GARNET CROW의 노래 1곡을 부르는 코너가 설치되었다.
GARNET CROW와 솔로활동을 병행해 왔으며, 2000년 11월 8일에는 솔로 아티스트 「오카모토 히토시」로서 싱글 「First fine day」를 발매, 그 이후 2005년까지 합계 싱글 2매, 앨범 2매를 발매하였다. 4매의 CD 중 오리콘 차트 최고 순위는 2번째 정규앨범 「FF/REWIND」가 기록한 145위이다. 2010년 12월 8일에는 「SUPER LIGHT」명의로 3번째 정규앨범 「Now Printing...」을 발매했다. 전작 「FF/REWIND」로부터 약 6년만의 릴리스 작품은 오리콘 차트 최고 순위 74위를 기록했다. 또 「ZARD」, 「쿠라키 마이」, 「코마츠 미호」등의 「Being」소속의 타 아티스트에게도 악곡을 제공하고, 편곡 작품도 20곡 이상을 관여한다. 이 중 「쿠라키 마이」에게 제공한 「P.SMY SUNSHINE」는, CD싱글 표제곡으로서 오리콘 8위를 기록하였다. 또 2002년 1월 12일부터는 라디오 프로그램 「PASTIME PARADISE」(α-station)의 진행도 담당하고 있었지만, GARNET CROW 데뷔 9주년의 날에 해당하는 2009년 3월 29일의 방송을 갖고 프로그램을 종료했다.

## 경력

### 어릴 적, 학창시절
초등학생(일본에서는 소학생)시절 겨울이라도 반소매 짧은 팬츠로 보내던 소년은, 초등학교 6학년의 무렵에 코로이카텐(頃にイカ天) 등 밴드 붘이 일어나, THE BLUE HEARTS등에 들으며 성장했다. 중학교 2학년 시절, 친구가 피아노를 연주하고 있었던 것에 영향을 받아 드럼을 연주하고 싶다고 생각했으나, 집안 사정을 고려해 40,000 ~ 50,000엔 세트로 판매되고 있던 야마하의 기타를 구입해 연주하기 시작하였다. 유행곡의 밴드 악보를 조금씩 카피하면서 음악의 지식을 쌓았다. 고등학교 시절 경음악부에 소속하면서 밴드를 결성하여 건즈 앤 로지스나 Mr.Big등의 카피 연주를 했다. 이 시기 후에 IT컨설턴트가 되는 와타나베 사토시와 한 순간 같은 밴드에 소속해 있었다. 대학교 시절부터는 UK집합의 음악에 심취하여 밴드의 일원으로서 여러 가지 라이브 하우스에서 연주를 해서, 쿄토부 내에서 티켓을 행상하는 등의 활동을 실시하지만, 인기는 전혀 없었다. 같은 라이브 하우스에 출연하고 있고 인기가 있던 것은 포르노그래피티라고 본인이 말했다.

### 「Being」구성원, GARNET CROW 결성
22세 무렵, 소속해 있던 밴드활동이 정체하였고, 취직 활동의 일환으로 「Being」에 데모 테이프를 보내고 이것이 계기가 되어 「Being」에 들어가게 된다. 그 후 음악 활동이 나오는 것은 1999년부터이다. 「ZARD」의 선상 라이브 「Cruising & Live」가 행해진 곳에서 오카모토가 프로 기타리스트로서 첫 출연한 회장이다. 그리고 1999년 4월 7일, 오카모토 히토시로서 작곡·편곡한 「Hypnosis」가, 「ZARD」의 CD싱글 「MIND GAMES」에 수록되어 발매되었다.이것이 오카모토의 작품중, 가장 빨리 출세한 악곡이라고 할 수 있다. 같은 해 8월 31일에는 「ZARD」의 선상 라이브「Cruising & Live」에 참가, 사이드 기타를 연주한다. 이 때, 어레인저 「후루이 히로히토」나 작곡가 「오노 아이과」와 만나, 오노에 의해서 「오카못찌 」라고 하는 애칭이 붙여졌다.
또, 이 시기에는 「쿠라키 마이」가 전미 데뷔를 향해 가고 있던 스튜디오 제작에도 참가한다. 이 제작을 통해서 당시는 신인이며 후에 작곡가＊보컬이 되는 「나카무라 유리」, 작사가의 「아즈키 나나」, 전술의 「후루이 히로히토」와 의기투합해서 「후루이 히로히토」를 리더로서 「GARNET CROW」를 결성한다. 같은 해 12월 4일, 「GARNET CROW」의 기타리스트로서 인디즈 데뷔, 이 시기의 활동은 다 망했기 때문에, 직후에 일시 입원이 된다. 2000년 3월 29일에는 「GARNET CROW」가 메이저 데뷔를 한다.

### 솔로 데뷔＊오카모토 히토시(岡本仁)에서 오카모토 히토시(岡本仁志)로
「GARNET CROW」의 활동과 병행하고, 솔로로서의 악곡 제작을 개시. 2000년 11월 8일 오카모토 히토시(岡本仁志)로서 싱글 「First fine day」를 발매하고, 솔로 아티스트로 데뷔하였다. 이것을 기회로 오카모토 히토시(岡本仁)로부터 현재의 표기인 오카모토 히토시(岡本仁志)로 개명하게 된다. 2004년 1월 22일에는, 오사카부의 hills 빵 공장에서 「OKAMOTO NIGHT」라고 칭해 첫 솔로 라이브를 실시한다.그 이후, hills 빵 공장에 있고는 게스트 출연도 포함해 10회 이상의 라이브를 실시하고 있다. 또 「ZARD」의 사카이 이즈미가 생전 마지막에 간 2004년의 라이브 투어에도, 서포트 멤버로서 참가했다.

## 악곡 제작
오카모토 개인의 작품에 대해서는, 기타 뿐만 아니라 전악기를 연주, 작곡·보컬 수록도 거의 모두 오카모토 자신으로 실시해, 그것을 컴퓨터상에서 편집한다고 하는 택록(「자택 녹음」의 약어)의 스타일을 취하고 있다. 그 때문에 직접 기타를 연주하고 있는 시간보다, 소리를 컴퓨터상에서 편집, 가공하면서 지내는 시간이 더 많다.
택록의 수법을 선택하는 이유는, 오카모토 자신의 이상으로 하는 악곡을 추구하기 있기 때문이고, 제작 중인 데모 테이프가 주위에서 좋은 평가를 받아서 댁록으로 악곡 제작을 실시하는 데에서 생기는 난폭함, 싸구려 같음을 표현할 수 있고, 자리잡고 제작을 실시할 수 있는 것 등도 이유로 들고 있다. 다만 2000년의 데뷔 당시는, 「컴퓨터상에서 모든 음악 제작이 가능」이라고 하는 환경은 아니었기 때문에, 멀티트랙 레코더를 사용해 세들과 제작을 실시하고 있었다고 한다.
작곡은 기타를 사용해, 코드를 연주하면서 콧노래를 노래하는 형태로 행해진다. 이 때, 곡의 길이를 3분 대에 납입하는 것에 유의하고 제작이 이루어지고 있다.그 이유는 「3분 이내의 곡으로 타인을 납득 시킬 수 없다면, 4분, 5분이 되어도 같다」라고 하는 철학적인 면이 있기 때문이다. 주로 「아즈키 나나」로부터 제공받는다. 「아즈키 나나」의 가사는, 직접적인 표현은 아니고 완곡적인 표현으로 다 쓸 수 있기 때문에, 자신의 음악에 맞다고 오카모토는 말하고 있다.

### 사용 악기
지금까지 오카모토 히토시가 사용한 기타는 아래의 것이 있다. 녹음에서는 특정 기타를 고집하는 일이 없어 여러 가지 구분하여 사용하고 있고 이 외에도 「후루이 히로히토」소유의 텔레 캐스터를 사용한 적도 있다. 라이브 할 때의 피크는 반드시 주먹밥 모양의 피크를 사용한다. 현의 적은 수명이 안정되도록 하기 위해서 다다이즘 리오의 것을 주로 사용하고 있다고 한다.

#### Electric guitar
- Gibson·ES-335 : 첫 번째 앨범 「a first fine day」의 쟈켓이나 GARNET CROW 「꿈 꾼 후에(夢みたあとで)」의 프로모션 비디오로 볼 수 있는 붉은 세미 어쿠스틱 기타이다. 2001년에 구입한 것으로, 올드 모델은 아니고 복각판,레코딩으로 주로 사용되지만, 오카모토 신장과의 밸런스가 맞지 않아 라이브에서는 사용되지 않는다.현의 굵기는 11을 사용.
- Gibson·Historic Collection '57 Les Paul Gold Top : 두 번째 앨범으로 오버 더빙시에 사용된 기타. GARNET CROW에서도 주로 사용하고 있다.
- Performance(Stratocastertype) : GARNET CROW의 첫 번째 라이브 투어로 메인으로서 사용된 물색 스트라트캐스타타이프의 일렉트릭 기타. Performance와는 펜더로 일하고 있던 스가이 쿠니오에 의해서 설립된 기타 메이커이다. 양산품은 아니고 주문 제작품으로, 소리는 무너지기 어렵게 소리도 뛰어나게 좋다고 오카모토는 말하고 있다.
- Fender·Stratocaster(제품번호 불명) : 두 번째 앨범에서 이용하고, 클린계 혹은 크런치계(얕게 비뚤어지게 한 소리)의 아르페지오의 소리로 사용했다.
- Fender·US Fat Tele : 1998년부터 1999년경에 구입한 것으로, 2003년 당시의 현행품.현의 굵기는 10을 사용.당초 픽 가이드는 패각 모양이었지만, 후에 오카모토가 자작한 흑의 픽 가이드에 바꿔 붙일 수 있어 2005년의 인터뷰시에는 재차 흰 픽 가이드에 바꿔 붙일 수 있고 있다.오카모토의 체형과의 밸런스가 가장 잘 맞고, 또 컴팩트 음향 처리 장치인 LINE6 POD ST와의 궁합이 좋다고 하고, 두 번째 앨범의 메인으로서 기용되었다. 두 번째 앨범의 60~70%의 소리는 이 전자 악기에 의한다. GARNET CROW의 인디즈 앨범 「first kaleidscope ~너의 집에 도착할 때까지 쭉 달리고 간다 (first kaleidscope~君の家に着くまでずっと走ってゆく~)」의 일렉트릭 기타의 소리도, 거의 이 기타에 의한 것이다.
- Fender·Toronado
- Paul Reed Smith·Mira

#### Acoustic guitar
- S.Yairi·YD304 : 1970년대 후반의 것으로, 자신과 동갑 정도이라고 본인은 말한 적이 있다. 중고 악기점에서 오카모토가 찾아냈을 때 흠집이 많았지만 소리가 마음에 들어 구입했다. 소리에 버릇이 강하고, 사용 빈도는 적다.
- Martin·D-35 : 두 번째 앨범 수록곡 「It's only love」로 사용되었다.라이브에서도 메인에서 사용되고 있다.

## 평가＊음악성

### 오카모토 자신에 의한 평가＊음악성의 해설
연주하는 소리에 대해서는, 기타인 것 같은 기타의 소리가 아니고, 어디까지나 곡 안에 있어서의 기타의 소리를 추구하고 있다.특히 자신이 참가하고 있는 GARNET CROW에 대해서는, 나카무라 유리의 곡과 아즈키 나나의 가사를 전제로 해서 악곡 제작이 이루어지고 있어 그 밸런스를 부수는 것이 없도록 배려하고 있다. 그 때문에 GARNET CROW에 대한 작곡을 하는 것은 생각하지 않고, 어디까지나 작곡으로 작사를 지지하는 입장이며, 자신도 그 입장의 기분이 좋다고 말하고 있다. 가수로서의 소리질에 대해서는, 평상시의 오카모토의 이야기 소리와 같게, 가득차는 소리질이다고 말한다.

### 외부에 의한 평가＊음악성의 해설과 그 영향
오카모토의 솔로 작품은, 자신에 의한 평가와 같게, 기타리스트로서는 드물게 기타가 소극적인 작품이다. 기타의 테크닉으로 손을 압도시키는 것이 아니고, 치밀한 악곡 구축과 따뜻한 소리로 감싸는 형태의 음악이라고 평가되었다. 음악 잡지 「ROCKIN'ON JAPAN」 전 부편집장은 양질인 기타 팝을 작곡 할 수 있는 오카모토가 GARNET CROW에 대해 전혀 작곡을 실시하지 않는 것에 놀라웠고, 「GARNET CROW의 기타리스트」라고 하는 선입견이 매우 의외였다라고 평가하였다. 또, 토드·랑그 렌과 같이 무국적인 음악이며, 특히 방악에 의한 영향이 거의 발견해 낼 수 없는 점을 특징으로 들고 있다. 오카모토는 이 점에 관해서, 자신을 직업 작곡가로서 의식하고 나서는, 방악은 전혀 묻지 않게 된 것을 이유로서 대답했다.
CD의 매상은, 솔로 작품과 제공곡에서는 차이가 있다.상대적으로 평가된 솔로 작품은 대부분이 오리콘 차트에서는 순위 밖이다. 첫 번째 싱글, 두 번째 싱글 및 1집 정규앨범은 모두 랭킹 권외이며, 2집 정규앨범은 최고 145위, 3집 정규앨범은 최고 74위이다. 제공곡에 대해서는, ZARD의 「MIND GAMES」(오리콘주간 싱글 차트 1위)의 커플링 「Hypnosis」가 있다. 또, 싱글의 표제곡이 된 것 중 쿠라키 마이의 「P.SMY SUNSHINE」가 있어, 이 작품은 오리콘주간 싱글 차트의 8위를 기록하고 있다.
오카모토의 음악성에 영향을 받은 아티스트로서는, 2006년까지 인디즈 라벨로 활동하고 있던 여성 가수, 키타조라 미유가 있다. 키타조라는 오카모토와 같은 「Being」에서 활동하고 있고 오카모토를 존경하는 아티스트의 한 명이다라고 말한 적이 있다. 오카모토와 같은 택록을 기본으로 한 악곡 제작하였고, 라이브에서는 오카모토와 공동 출연하거나 오카모토의 악곡인 「Autumn sky」(2집 정규앨범에 수록)을 커버하는 등의 교류도 볼 수 있었지만, 2006년 말로서 키타조라는 활동을 중지하였다. 그 외, 똑같이 인디즈 라벨로 활동한 호시다 시호도, 「곡의 길이를 3분 대에 납입한다」라고 하는 오카모토의 작곡법으로 영향을 받을 것 같게 되었지만, 오카모토 본인에게 그것을 통째로 삼키지 않도록 충고를 주었다.

## 앨범

### 싱글
|     | 싱글                | 발매일          | 규격품번  |
| --- | ------------------- | --------------- | --------- |
| 1st | First fine day      | 2000년 11월 8일 | GZCA-1052 |
| 2nd | Sweet×2 Summer Rain | 2001년 6월 20일 | GZCA-1086 |

### 디지털 싱글
| 제목                          | 발매일         |
| ----------------------------- | -------------- |
| Mysterious Eyes ～Reason P.～ | 2011년 5월 4일 |

### 정규 앨범
|     | 타이틀           | 발매일           | 품번      | 비고                              |
| --- | ---------------- | ---------------- | --------- | --------------------------------- |
| 1st | a first fine day | 2002년 3월 20일  | GZCA-5012 |                                   |
| 2nd | FF/REWIND        | 2004년 11월 17일 | GZCA-5050 | 오리콘 최고 145위                 |
| 3rd | Now Printing...  | 2010년 12월 8일  | GZCA-5232 | SUPER LIGHT 명의 오리콘 최고 74위 |

### 라이브 DVD
|     | 타이틀  | 발매일          | 품번    | 비고             |
| --- | ------- | --------------- | ------- | ---------------- |
| 1st | Bootleg | 2012년 2월 12일 | SL-0001 | SUPER LIGHT 명의 |

### 컴필레이션 참가 앨범
| 타이틀                             | 발매일           | 품번           | 참가곡                      |
| ---------------------------------- | ---------------- | -------------- | --------------------------- |
| GIZA studio Masterpiece BLEND 2001 | 2001년 12월 19일 | GZCA-5007/5008 | Sweet×2 Summer Rain         |
| GIZA studio Masterpiece BLEND 2002 | 2002년 12월 18일 | GZCA-5025/5026 | STRAY BEAST                 |
| Christmas Non-Stop Carol           | 2010년 12월 1일  | GZCA-5229      | 荒野の果てに(황야의 끝에서) |

## 제공한 곡

### 작곡, 편곡
- 우우라 사에카 「그대가 있던(君がいた)」, 「현재 진행형(現在進行形)」
- WAR-ED 「Underworld」, 「살고 싶어도 살 수 없는 생명(生きたくても生きれない生命)」
- 우에하라 아즈미 「마마레ㅡ도☆러브(ママレード☆ラブ)」
- 카미키 아야 「약속의 장소에서(約束の場所で)」, 「Just take my heart」,「Are you happy now?」,「It's a beautiful day」,「Whenever you're gone Today」,「I'm your side」
- 키시모토 하야미 「AIR MAIL...」,「텔레파시(テレパシー)」,「reigning star（작사：아즈키 나나）」
- 키타하라 아이코 「꽃피는 길(花咲く道)」
- 쿠라키 마이 「P.S♡MY SUNSHINE」「Juliet」「ずっと…」
- grram 「너잖아! 내가 아냐!(君じゃない!私じゃない!)」「하늘같은 사람(空のようなヒト)」
- ZARD「Hypnosis」（오카모토 히토시「岡本仁」이름으로 후루이 히로히토와 공동 편곡)

### 작곡
- 우우라 사에카 「여기가 아닌 장소에서(ここじゃない場所で)」
- 카미키 아야 「A constellation（편곡자로 공표하지 않음）」, 「EVER SO SWEET」
- 키타하라 아이코 「cobalt blue」
- 스가자키 아카네 「Boyfriend(ボーイフレンド)」,「La La La･･〜꿈을 바라본 채(夢を見つめたままで〜)」,「언제까지나 계속(いつまでも ずっと)」
- 타케이 시오리 「고요(夕凪)（작사：아즈키 나나）」

### 편곡
- 우에다 마리에 「늑대 소년(おおかみ少年)」,「사파이어!(サファイア！)」,｢210호선(210号線)」
- WAR-ED 「다시 생각했어(もう一度考えよう)」「끝나지 않은 이야기(終わらない物語)」「싸우지 않는 세계에 지금, 꽃이 피어(争わない世界に今、花が咲く)」
- 오노 아이카 「웃어(笑顔でいようよ)」
- 카미키 아야 「SUNDAY MORNING」,「널 스쳐가는 유혹(君去りし誘惑)」,「Summer Memories」
- 키시모토 하야미 「DOMINO」
- 쿠라키 마이 「Tell me what」「I promise」
- grram 「슬플 정도로 오늘 석양은 예쁘네(悲しいほど 今日の夕陽 きれいだね)」,「소중한 것은 꼭(大切なものはきっと)」
- 코이즈미 니로 「중심부(中心部)」
- 코마츠 미호 「특별하게 되는 날(特別になる日)」,「하늘에(大空へ)」,「언젠가 다이아몬드의 사랑(いつかはダイアの恋)」,「sha la la...」, 「sun and moon」,「해바라기의 오솔길(向日葵の小径),」「봄의 기억(はるのきおく)」
- 사아사(さぁさ) 「Darling -여름(夏)-」, 「Dramatic(ドラマチック)」,「MY HERO」
- d-project ｢흔들린 생각(揺れる想い)｣(ZARD의 ｢흔들린 생각(揺れる想い)｣을 재편곡)
- Shiho 「JUNCTION」
- 스파클링☆포인트 「키라임의 하늘(キーライムの空)」
- 타카오카 아이 「너의 웃는 얼굴을 보면 너무 좋아 너의 눈물을 보면 안타까워(君の笑顔を見ると嬉しくなる 君の涙を見ると切なくなる)」,「추억의 여름이 온다(想い出の夏が来る)」,「forever my friend」,「당신의 마음이 맑기를(あなたのココロ晴れますように)」,「마음을 잡고(心をつないで)」
- 타케이 시오리 「Sleep」
- Hachi/Hatch 「거짓말쟁이는 질색(嘘つきは大嫌い)」,「꿈의 샘(夢の泉)」,「ai」
- PINC INC 「당신의 1번이 되고싶어(キミの1番になりたい)」, 「주말 정말 싫어(週末大キライ)」
- moca 「날 수 없는 하늘(飛べない空)」

## 라이브
GARNET CROW로서의 출연은 GARNET CROW에서 서술한다.
- THURSDAY LIVE at hills パン工場(빵 공장) "OKAMOTO NIGHT"
  - 2004년 1월 22일 8월 5일 11월 4일
  - 2005년 3월 10일 6월 30일 12월 8일
  - 2006년 11월 30일
- THURSDAY LIVE at hills パン工場(빵 공장) "SSW NIGHT"
  - 2007년 8월 18일

### 게스트 출연
- THURSDAY LIVE at hills빵 공장
  - 2003년 4월 3일 : "BLUES NIGHT"
  - 2003년 5월 15일 : "SOUL NIGHT"
  - 2003년 6월 26일 : "LATIN NIGHT"
  - 2004년 5월 13일 : "WEST COAST NIGHT"
  - 2004년 9월 30일 : "秋の夜長(가을의 긴긴 밤) NIGHT"
  - 2005년 8월 18일 : "KITAHARA NIGHT"
  - 2006년 2월 9일 : "KITAHARA NIGHT"
- FMα-station "α-DAYLIGHT CALL" 공개 생방송
  - 2005년 10월 8일 : 龍谷大学深草学舎(류코쿠 대학 후카쿠 학사) (동시 출연: 쓰지 아야노(つじあやの) / 도지마 코헤이(堂島孝平))
- 토쿠나가 아키히토 솔로 LIVE "Route 109" Vol.4
  - 2013년 10월 6일 : hills パン工場(빵 공장)
- ZARD What a beautiful memory~25th anniversary~
  - 2016년 5월 21일 : 大阪城ホール(오사카 성 홀)

### 밴드 멤버 출연
- ZARD Cruising&Live
  - 1999년 8월 31일 : 파시후이츠크 비이나스 (ぱしふぃっくびいなす)
- ZARD What a beautiful moment Tour
  - 2004년 3월 2일 : 오사카 페스티벌 홀
  - 2004년 3월 8일 : 도쿄 국제 포럼 홀 A
  - 2004년 3월 9일 : 도쿄 국제 포럼 홀 A
  - 2004년 4월 5일 : 고베 국제 회관 국제 홀
  - 2004년 4월 8일 : 파시피코 요코하마 국립대 홀
  - 2004년 4월 30일 : 오사카 페스티벌 홀
  - 2004년 5월 8일 : 아오모리시 문화 회관
  - 2004년 5월 10일 : 센다이 선 플라자 홀
  - 2004년 6월 2일 : 나고야 국제 회의장 센트리 홀
  - 2004년 6월 11일 : 후쿠오카 선 팰리스
  - 2004년 7월 23일 : 일본 무도관
- THURSDAY LIVE at hills パン工場(빵 공장)
  - 2004년 3월 18일 : "hills パン工場(빵 공장) THURSDAY LIVE1주년 기념 NIGHT"
- ZARD What a beautiful memory
  - 2007년 9월 6일-7일 : 오사카 페스티벌 홀
  - 2007년 9월 14일 : 일본 무도관

## 관련 서적
1. GARNET CROW『GARNET CROW photoscope 2005 5th Anniversary』, 주식 회사 제이 록 매거진사, 2005년 1월 21일.(ISBN 4-916019-41-5 C0073)
  - 오카모토 히토시 자신의 경력, GARNET CROW 결성 이전 상황 등에 대해서 상세한 인터뷰가 수록되어 있다.
2. THURSDAY LIVE BOOK STAFF편 『THURSDAY LIVE-TRACKS OF THREE YEARS-』, 주식 회사 제이 록 매거진사, 2006년 8월 하루.(ISBN 4-916019-45-8 C0073, JRZ-8024)
  - 라이브 "OKAMOTO NIGHT"의 상세한 공연 기록과 세트 리스트, 본인의 인터뷰가 수록되어 있다.